# Takuya Kawamura
Takuya Kawamura (川村卓也, Kawamura Takuya), né le 14 avril 1986, est un joueur japonais de basket-ball. Il évolue au poste d'arrière.